# 1931 au Yukon
Chronologie du Yukon
- 1927
- 1928
- 1929
- 1930
- 1931
- 1932
- 1933
- 1934
- 1935

Cette page concerne des événements d'actualité qui se sont produits durant l'année 1931 dans le territoire canadien du Yukon.

## Politique
- Commissaire de l'or : George Ian MacLean (en)
- Législature : 8e puis 9e

## Événements
- 10 août : Treizième élection générale yukonnaise (en).

## Naissances
- Jack Hibberd (en), député territoriale de Whitehorse-Centre-Sud (1974-1981) († 15 mai 1997)
- 29 avril : Chris Pearson, premier premier ministre du Yukon († 14 février 2014)
- 24 mai : Meg McCall, députée territoriale de Klondike (1978-1985) († 10 septembre 1997)
- 20 septembre : Joyce Hayden (en), député territoriale de Whitehorse-Centre-Sud (1989-1992) († 7 mars 2009)